# چرخش سنگین (آلبوم آناستازیا)
«چرخش سنگین» آلبومی از هنرمند اهل ایالات متحده آمریکا آناستازیا است که در ۲۴ اکتبر ۲۰۰۸ منتشر شد.